# Legio XXIIII (Cesare)
La legio XXIIII di Cesare era un'unità militare romana di epoca tardo repubblicana, la cui origine è da collegarsi all'inizio della guerra civile, quando venne costituita da emissari di Gaio Giulio Cesare (inizi del 49 a.C.).

## Storia
La sua formazione è da collegarsi allo scoppio della guerra civile. Venne formata da emissari di Cesare con cittadini romani della Gallia cisalpina, inquadrati da esperti soldati delle legioni che avevano combattuto in Gallia.
Sopravvisse quasi certamente fino alla morte di Cesare (15 marzo del 44 a.C.), in seguito, di questa legio se ne persero le tracce. Potrebbe essere la stessa legio XXIIII che combatté nella battaglia di Azio (31 a.C.) a fianco di Marco Antonio.
In seguito alla riorganizzazione augustea dell'intero esercito romano, venne sciolta negli anni compresi tra il 30 ed il 14 a.C., durante i quali furono congedati tra i 105 000 ed i 120 000 veterani.